# Renārs Rode
Renārs Rode (Riga, 6 april 1989) is een Lets voormalig voetballer die doorgaans speelde als centrale verdediger. Tussen 2008 en 2022 was hij actief voor JFK Olimps, Skonto, FK Teplice, FK Ventspils, opnieuw Skonto, Sigma Olomouc, Cape Town City, RFS, Negeri Sembilan, Waterford, Jelgava en JDFS Alberts. Rode maakte in 2013 zijn debuut in het Lets voetbalelftal en kwam uiteindelijk tot vier interlandoptredens.

## Clubcarrière
Rode speelde in de jeugdopleiding van Skonto en in 2008 verkaste de verdediger naar JFK Olimps, waarvoor hij vijftien keer in actie kwam en één doelpunt scoorde, tijdens een 7–0 overwinning op FK Daugava. In 2010 keerde hij terug naar Skonto, waarmee hij kampioen werd in zijn eerste jaar. Een jaar later won hij tevens de Letse voetbalbeker met Skonto. In januari 2012 was hij op proef bij het Schotse Heart of Midlothian, maar dat liep op niets uit. In vier seizoenen tijd scoorde hij tien keer in negentig wedstrijden voor Skonto. Op 10 december 2013 werd bekendgemaakt dat Rode voor twee jaar had getekend bij FK Teplice in Tsjechië. Voor deze club kwam hij echter niet in actie en na een half jaar keerde hij terug naar zijn vaderland, waar hij voor FK Ventspils ging spelen. Opnieuw bleef hij een halfjaar, waarna de Let terugkeerde naar Skonto. In februari 2016 werd Sigma Olomouc zijn nieuwe werkgever. In de daaropvolgende zomer verkaste Rode naar Cape Town City, waar hij zijn handtekening zette onder een verbintenis voor de duur van één seizoen. In januari 2017 keerde hij terug naar Letland, waar hij ging spelen voor RFS. Na één jaar liet hij deze club achter zich. Hierop tekende hij een contract voor één jaar bij Negeri Sembilan. In de zomer van 2018 werd het Ierse Waterford zijn nieuwe club. In januari 2019 keerde Rode terug naar Letland, waar hij voor één jaar tekende bij Jelgava. Na dit jaar werd JDFS Alberts zijn nieuwe werkgever. In januari 2022 besloot Rode op tweeëndertigjarige leeftijd een punt te zetten achter zijn actieve loopbaan.

## Interlandcarrière
Rode debuteerde in het Lets voetbalelftal op 6 september 2013. Op die dag werd een WK-kwalificatieduel tegen Litouwen met 2–1 gewonnen. De verdediger moest van bondscoach Marian Pahars op de bank beginnen en hij mocht in de blessuretijd invallen voor Artjoms Rudņevs.
| Interlands van Renārs Rode voor Letland | Interlands van Renārs Rode voor Letland | Interlands van Renārs Rode voor Letland | Interlands van Renārs Rode voor Letland | Interlands van Renārs Rode voor Letland | Interlands van Renārs Rode voor Letland | Interlands van Renārs Rode voor Letland |
| №                                       | Datum                                   | Wedstrijd                               | Uitslag                                 | Competitie                              | Goals                                   |                                         |
| Als speler bij Skonto                   | Als speler bij Skonto                   | Als speler bij Skonto                   | Als speler bij Skonto                   | Als speler bij Skonto                   | Als speler bij Skonto                   | Als speler bij Skonto                   |
| --------------------------------------- | --------------------------------------- | --------------------------------------- | --------------------------------------- | --------------------------------------- | --------------------------------------- | --------------------------------------- |
| 1                                       | 6 september 2013                        | Letland – Litouwen                      | 2 – 1                                   | WK 2014 kwalificatie                    |                                         |                                         |
| 2                                       | 15 oktober 2013                         | Letland – Slowakije                     | 2 – 2                                   | WK 2014 kwalificatie                    | 90+2'                                   |                                         |
| 3                                       | 15 november 2013                        | Ierland – Letland                       | 3 – 0                                   | Vriendschappelijk                       |                                         |                                         |
| Als speler bij FK Teplice               |                                         |                                         |                                         |                                         |                                         |                                         |
| 4                                       | 5 maart 2014                            | Macedonië – Letland                     | 2 – 1                                   | Vriendschappelijk                       |                                         |                                         |